# هایلیگنزی
هایلیگنزه (به آلمانی: Berlin-Heiligensee) یک منطقهٔ مسکونی در آلمان است که در Reinickendorf واقع شده‌است. هایلیگنزه ۱۷٬۶۴۱ نفر جمعیت دارد.